# Марко Ковач (политичар)
Марко Ковач (Титоград, 1985) јесте црногорски адвокат и политичар. Бивши је министар правде Црне Горе.

## Биографија
Рођен је 1985. године у Подгорици. Његов отац је Миодраг Ковач, некадашњи савезни министар здравља и социјалне политике СР Југославије у Влади Зорана Жижића.
Дипломирао је на Правном факултету Универзитета Црне Горе у Титограду. Радио је у Вишем суду у Подгорици као приправник од 2011. године, а затим и као адвокат.

## Награде и признања
- Орден српске заставе другог степена (2024)[3]